# Enchong Dee
Ernest Lorenzo Velasquez Dee o Enchong Dee (nacido el 5 de noviembre de 1988) es un actor filipino, modelo y nadador. Dee es actualmente parte del grupo ABS-CBN Star Magic de los artistas contratados. Jugó John Joseph "Jojo" Wenceslao en la serie filipina del año 2009 Katorse. Él también juega el papel de "Luis" en Maria la del Barrio.

## Biografía
Enchong Dee nació en la ciudad de Naga, Camarines Sur, Filipinas. Tiene dos hermanos, Angel James Dee, quien también es actor, mientras que su hermano menor, Isiah Dee, es un estudiante en la Universidad La Salle-Manila Colegio de Santa Benilde. Enchong también tiene una hermana más joven.
Graduado de Naga Hope Christian School. Más adelante continuó su carrera de natación en la Universidad La Salle en Manila. Dee fue parte del equipo nacional de natación de Filipinas y ha participado en los SEA Games y los Juegos Asiáticos de 2006.

## Carrera
Dee primera aparición en televisión en televisión fue en 2006 cuando apareció en un Home Boy habla filipino espectáculo como uno de los invitados. Él llamó la atención de una agencia de modelos y los anunciantes y no tardó en aparecer en campañas publicitarias, incluyendo Close Up, Bench, KFC y Timex. Dee se conectó varios roles de actuación a partir de 2007, que han incluido Abt Ur Luv, Sineserye, Komiks, Your Song y My Girl.
En 2009, se añadió al reparto principal de Katorse, una adaptación de la película de 1968 (que también fue rehecha en 1981).
En 2010, luego se reunió con algunos de sus compañeros de reparto Erich Gonzales y Ejay Falcon, en Tanging Yaman. Luego se convirtió en parte de Magkaribal. Fue protagonista en la película, yo Sa 'Lamang donde obtuvo nominaciones a los premios y los ganadores de la PASADO Gawad al Mejor Actor de Reparto. Enchong obtuvo su primer papel principal película, junto a su señora que lleva estreno, Erich Gonzales, en I Do.
En 2011, protagonizó la nueva versión de Filipinas de Maria la del Barrio como Luis de la Vega.
Él se apareció recientemente en la película de 2012, The Reunion, con Enrique Gil, Xian Lim y Kean Cipriano
Enchong ganó el maletín de un millón de pesos en el 18 de agosto de 2012 episodio de Kapamilya Deal or No Deal junto con su "The Reunion" coestrella Kean Cipriano.

## Filmografía

### Televisión
| Año          | Título                                              | Papel                         | Cadena  |
| ------------ | --------------------------------------------------- | ----------------------------- | ------- |
| 2007         | Komiks Presents: Pedro Penduko at ang mga Engkantao | Mark                          | ABS-CBN |
| 2007         | Your Song: Tulak ng Bibig                           | Marlon                        | ABS-CBN |
| 2007         | Mars Ravelo's Lastikman                             | Rafael "Raffy" Gipit          | ABS-CBN |
| 2007         | Star Magic Presents: Abt Ur Luv: Ur Lyf 2           | Blue Mangubat                 | ABS-CBN |
| 2008         | Star Magic Presents: Astigs in Haay...Skul Lyf      | Ipe                           | ABS-CBN |
| 2008         | Star Magic Presents: Astigs in Luvin' Lyf           | Epi                           | ABS-CBN |
| 2008         | My Girl                                             | Nico Legaspi                  | ABS-CBN |
| 2008         | Your Song: My Only Hope                             | Juanito "Jhun" Dimaano Jr.    | ABS-CBN |
| 2009–present | ASAP                                                | Anfitrión / Ejecutante        | ABS-CBN |
| 2009         | Komiks Presents: Nasaan Ka, Maruja?                 | Brian Lozano                  | ABS-CBN |
| 2009         | Your Song: Boystown                                 | Arnel Dela Cruz               | ABS-CBN |
| 2009         | Tayong Dalawa                                       | David Anthony Garcia III      | ABS-CBN |
| 2009         | Katorse                                             | John Joseph "Jojo" Wenceslao  | ABS-CBN |
| 2010         | Your Song: Love Me, Love You                        | Water Boy                     | ABS-CBN |
| 2010         | Maalaala Mo Kaya: Kariton                           | Efren Penaflorida             | ABS-CBN |
| 2010         | Tanging Yaman                                       | Jose Mari "Jomari" Buenavista | ABS-CBN |
| 2010         | Magkaribal                                          | Caloy Javier                  | ABS-CBN |
| 2010         | Your Song Presents: Andi                            | Nico Mariveles                | ABS-CBN |
| 2010         | Wansapanataym: Ali Badbad en da Madyik Banig        | Ali Badbad                    | ABS-CBN |
| 2010         | Shout Out!                                          | Himself/TV Host               | ABS-CBN |
| 2010         | Maalaala Mo Kaya: Parol                             | Toto                          | ABS-CBN |
| 2011         | Your Song Presents: Kim                             | Manny                         | ABS-CBN |
| 2011         | Mara Clara                                          | Camafeo                       | ABS-CBN |
| 2011         | Maria la del Barrio                                 | Luis Fernando Dela Vega       | ABS-CBN |
| 2012         | Ina, Kapatid, Anak                                  | Ethan                         | ABS-CBN |

### Películas
| Año  | Película                   | Papel              | Film empresa         | Notas                                     |
| ---- | -------------------------- | ------------------ | -------------------- | ----------------------------------------- |
| 2009 | BFF (Best Friends Forever) | Paco               | Star Cinema          | Primera película                          |
| 2009 | Paano Ko Sasabihin?        | Mike               | Cinema One Originals | Primera película indie con Erich Gonzales |
| 2010 | Sa 'Yo Lamang              | James Alvero       | Star Cinema          |                                           |
| 2010 | I Do                       | Lance Anderson Tan | Star Cinema          | Con Erich Gonzales                        |
| 2012 | The Reunion                | Lloyd              | Star Cinema          | Con Jessy Mendiola y Cristine Reyes       |
| 2013 | Hiwaga Sa Balete Drive     | Rafael             | Star Cinema          |                                           |

### Premios y nominaciones
| Año  | Premio Cine / Los críticos        | Premio                                                                                              | Resultado |
| 2009 | ASAP Pop Viewer's Choice Awards   | Pop Male Fashionista                                                                                | Nominado  |
| 2010 | Gawad PASADO                      | Pinakapasadong Kabataan                                                                             | Ganador   |
| 2010 | Star Awards for Movies            | Best New Actor for Paano Ko Sasabihin?                                                              | Nominado  |
| 2010 | FAMAS Awards                      | German Moreno Youth Achievement Award                                                               | Ganador   |
| 2010 | ASAP Pop Viewer's Choice Awards   | Pop Male Fashionista                                                                                | Nominado  |
| 2010 | ASAP Pop Viewer's Choice Awards   | Pop Fans Club for Loveteam with Erich Gonzales                                                      | Nominado  |
| 2010 | ASAP Pop Viewer's Choice Awards]] | Pop Loveteam with Erich Gonzales                                                                    | Nominado  |
| 2011 | Barkada Choice Awards             | Choice Male Icon                                                                                    | Nominado  |
| 2011 | Barkada Choice Awards             | Choice Actor of the Year for Maalaala Mo Kaya: Parol                                                | Ganador   |
| 2011 | Barkada Choice Awards             | Choice Breakthrough Artist of 2010                                                                  | Ganador   |
| 2011 | Gawad PASADO                      | Pasadong Katuwang Aktor for Sa'yo Lamang                                                            | Ganador   |
| 2011 | Star Awards for Movies            | Movie Supporting Actor of the Year for Sa'yo Lamang                                                 | Nominado  |
| 2011 | ASAP Pop Viewer's Choice Awards   | Pop Male Fashionista                                                                                | Nominado  |
| 2011 | ASAP Pop Viewer's Choice Awards   | Pop Pin Up Boy                                                                                      | Ganador   |
| 2011 | ASAP Pop Viewer's Choice Awards   | Pop Fans Club for Loveteam with Erich Gonzales                                                      | Nominado  |
| 2011 | Golden Screen TV Awards           | Outstanding Performance by an Actor in a Single Drama/Telemovie Program for Maalaala Mo Kaya: Parol | Nominado  |
| 2011 | Star Awards for TV                | Best Single Performance by an Actor for Maalaala Mo Kaya: Parol                                     | Ganador   |
| 2012 | Gawad TANGLAW                     | Best Performance by an Actor (Single Performance) for Maalaala Mo Kaya: Parol                       | Ganador   |